# Heinz Schrodt
Heinz Schrodt (* 15. August 1944) ist ein ehemaliger deutscher Fußballspieler. Für den Karlsruher SC hat der anfängliche Offensivspieler in der Saison 1967/68 dreizehn Spiele mit drei Toren in der Fußball-Bundesliga absolviert. In der zweitklassigen Fußball-Regionalliga Süd hat der in späteren Jahren in die Verteidigerrolle gewechselte Spieler von 1968 bis 1974 insgesamt bei den Vereinen Karlsruher SC (1968/69), FC Villingen 08 (1969/70 bis 1971/72) und SV Waldhof (1972/73, 1973/74) 144 Ligaspiele mit 17 Tore angesammelt, ehe er im ersten Jahr der 2. Fußball-Bundesliga, 1974/75, noch 20 Spiele mit zwei Toren beim SV Waldhof zum Abschluss seiner Profikarriere folgen ließ.

## Sportliche Laufbahn
In der Jugendabteilung und anschließend in der Amateurmannschaft des Karlsruher SC entwickelte sich das Talent des Nachwuchsspielers Heinz Schrodt. Unter Trainer Bernhard Termath errang er in der Saison 1966/67 zusammen mit Mitspielern wie Werner Hösl, Herbert Layh und David Scheu die Vizemeisterschaft in der 1. Amateurliga Nordbaden. Zum Einsatz in der Bundesliga reichte es noch nicht, der KSC hatte 1966/67 mit 31:37 Punkten den 13. Rang belegt und schien mit Trainer Paul Frantz auf dem Weg in noch bessere Tabellengefilde. Mit dem französischen Nationalmannschaftslinksaußen Gérard Hausser kam zwar zur Runde 1967/68 ein gesetzter Mann am linken Flügel in den Wildpark, aber durch einen enttäuschenden Start mit 6:14 Punkten nach zehn Spieltagen und der Entlassung von Trainer Frantz zum 24. Oktober 1967, debütierte Heinz Schrodt am 28. Oktober bei einem Heimspiel gegen Borussia Mönchengladbach in der Bundesliga. Hausser fiel verletzt aus und Hans Cieslarczyk wurde mit 39 Grad Fieber nach Hause gebracht. Vor 28.000 Zuschauern entschied sich Frantz-Nachfolger Georg Gawliczek für den Amateur am linken Flügel. Nach einer Vorlage von Torjäger Christian Müller brachte Schrodt den KSC in der 5. Minute mit 1:0 in Führung und  baute in der 28. Minute die Führung sogar auf 3:1 für die Heimmannschaft aus. Peter Meyer erzielte in der 47. Minute den Anschlusstreffer zum 2:3, der KSC brachte aber den knappen Vorsprung ins Ziel und gewann gegen das Team von Trainer Hennes Weisweiler mit 3:2 und der zweifache KSC-Torschütze wurde besonders gefeiert. „Wie ein junges Reh lief Schrodt über den Rasen, riss Löcher, wo eigentlich keine sein durften und schoss munter drauf los, wann immer sich ihm die Gelegenheit bot.“ Nach 17 Spieltagen stand Karlsruhe nach der Hinrunde aber mit 9:25 Punkten auf dem 17. Rang und Gawliczek wurde am 8. Februar 1968 als zweiter KSC-Trainer in dieser Runde entlassen. Altnationalspieler und vorheriger KSC-Amateurtrainer Bernhard Termath übernahm ab dem 10. Februar das Bundesligaschlusslicht. Eine Wende gelang den Blau-Weißen vom Adenauerring aber nicht, Karlsruhe stieg mit 17:51 Punkten als Tabellenletzter aus der Bundesliga ab. Schrodt und der KSC verabschiedeten sich am 25. Mai 1968 mit einem 1:1 beim 1. FC Kaiserslautern aus der Bundesliga. Schrodt hatte insgesamt in 13 Ligaspielen mitgewirkt und drei Tore erzielt.
Zum Neustart in der Fußball-Regionalliga Süd in der Saison 1968/69 übernahm Kurt Baluses das Traineramt beim Bundesligaabsteiger in Karlsruhe. Auf Linksaußen vertraute er aber auf den Neuzugang Theo Menkhaus von TuS Haste, Schrodt wurde nur in sieben Regionalligaspielen eingesetzt. Der KSC wurde Meister und zog in die Bundesligaaufstiegsrunde ein. In den zwei Spielen gegen den VfL Osnabrück (1:1) und TuS Neuendorf (2:1) kam Schrodt zum Einsatz, die sofortige Rückkehr in die Bundesliga glückte aber nicht. Schrodt unterschrieb zur nächsten Saison, 1969/70, einen neuen Vertrag beim FC Villingen 08 und debütierte unter Trainer Rudolf Faßnacht am 17. August 1969 bei einem Heimremis von 1:1 gegen den FC Bayern Hof auf Linksaußen an der Seite von Mitspielern wie Torhüter Karl Armbrust, Abwehrchef Klaus Bockisch und Torjäger Gerd Klier beim Regionalligaaufsteiger des Jahres 1967. Am Rundenende belegte Villingen den neunten Platz und Schrodt hatte in 30 Einsätzen sieben Tore erzielt. In den nächsten zwei Runden wanderte der vorherige Angreifer in die Defensive, er wurde zu einem linken Außenverteidiger umgeschult. Nach dem Abstieg 1971/72 wechselte Schrodt nach 80 Regionalligaeinsätzen mit zwölf Toren für Villingen zum SV Waldhof nach Mannheim.
Mit den Blau-Schwarzen erreichte Schrodt in den letzten zwei Runden der zweitklassigen Regionalliga jeweils den siebten Rang. Mit Trainer Philipp Rohr gelang am 16. März 1974 im Lokalderby gegen den VfR Mannheim mit Mitspielern wie Walter Pradt, Günter Sebert und Karl-Hein Mießmer ein spektakulärer 7:4-Erfolg, gegen seinen Heimatverein Karlsruher SC glückte am 6. April ein 1:0-Heimerfolg, desgleichen am 11. April gegen den 1. FC Nürnberg, ehe mit einem 4:1-Heimsieg am 4. Mai 1974 gegen Schweinfurt 05 das Kapitel der zweitklassigen Regionalliga Süd geschlossen wurde. Da stürmte Schrodt nochmals auf Linksaußen und erzielte ein Tor. Insgesamt hat der Ex-Karlsruher für Waldhof in zwei Runden 57 Ligaspiele mit fünf Toren bestritten. Waldhof war für die ab 1974/75 startende 2. Fußball-Bundesliga qualifiziert. Mit Gernot Rohr und Bernd Förster machten zwei Waldhof-Talente im Debütjahr der 2. Bundesliga auf sich aufmerksam und Mittelfeldakteur Wolfgang Böhni startete seine imponierende Serie von 298 Zweitligaeinsätzen mit 39 Toren für Waldhof.
Für Schrodt war der Lizenzfußball nach 20 Einsätzen in der 2. Bundesliga mit zwei Toren im Sommer 1975 beendet, er schloss sich FV Weinheim 09 im nordbadischen Amateurbereich an.